# Prinz, Held und Füchsin
Prinz, Held und Füchsin ist das dritte Bühnenwerk des österreichischen Komponisten Akos Banlaky und der österreichischen Librettistin Kristine Tornquist aus dem Jahr 2008 in Zusammenarbeit mit dem sirene Operntheater Wien. Die Geschichte spielt in einer Märchenmonarchie irgendwo in Europa und erzählt das Drama einer Familie in drei Generationen.

## Die Geschichte
Prinz, Held und Füchsin von Kristine Tornquist ist ein Stück um drei Generationen, ihre Vorstellungen und Erwartungen an Liebe und Familie und die Dynamik zwischen Männern und Frauen, Eltern und Kindern.
Die Familie wird hier in ein skurriles Märchenmilieu verpflanzt. Als Metapher für das Allgemeingültige behandelt das Märchen den alten Pantoffelhelden als König, der sich auf seinem Thron gegen alle Fragen und Probleme verschanzt hat. Die Dame des Hauses schickt als Königin ihr Stubenfräulein um heißen Kaffee und beobachtet gelangweilt, wie er kalt wird. Ihr Sohn, der Prinz, ist überfordert von den Ansprüchen einer modernen Prinzessin, der Füchsin, denn die will nicht, wie es bisher üblich war, den Prinzen bewundern und warten, bis der zusammen mit einem Miethelden die üblichen Abenteuer der Jugend absolviert hat. Sie will selbst Abenteuer erleben. Sie flüchtet vor der festgesetzten Hochzeit mit dem Motorrad nach Amerika, verfolgt vom Prinzen, der im entscheidenden Moment seinen Helden vorschickt und damit alles verpatzt. Die Hochzeit platzt, die Füchsin flüchtet mit ihrem Nachwuchs in den Hohen Norden, der Prinz in den Fernen Osten, der Held in die Weite Ferne und lassen König und Königin ratlos in ihrer desaströsen Monarchie in der Mitte zurück.
Denn da stimmt längst nichts mehr. Die Liebe zwischen Königin und König ist nur mehr eine Konvention, die Dienstboten verlassen das sinkende Schiff und schon das Aussprechen der nackten Wahrheit könnte eine große Krise hervorrufen.
Doch der Sohn der Füchsin, Moritz, allein mit der Mutter im einsamen Hohen Norden aufgewachsen, hat Sehnsucht nach Gesellschaft und vor allem nach einem Vater. Um ihn zu suchen, reist er zu seinen Großeltern. Mit seiner Ankunft wacht das schlafende Königreich auf. König und Enkel rivalisieren um die besten Abenteuer. Moritz erfährt, dass er nicht einen, sondern zwei Väter hat. Der Held stürzt mit Hilfe des Lakaien den alten König vom Thron und mutiert dort selbst zum Pantoffelhelden. Die Füchsin verliebt sich endlich und dass die Muttermale am Rücken der Königin verblasst sind, ruft eine Staatskrise hervor, die erst gelöst wird, als der König weinen lernt und der Held in die Fänge der Schwarzen Köchin gestürzt wird.
Der Thron bleibt leer, denn König, Lakai und Fräulein finden sich am Diwan der Königin zum Bridgespiel ein. Prinz und Füchsin planen die Reise ihrer Liebe, während ihr Sohn nun endlich Zeit hat, sich um die Verbesserung der Welt zu kümmern.
Auch die Monarchie muss verbessert werden – das ist jedenfalls das Resümee, das der Junior der Familie zieht. Und doch kommt es zu einem hoffnungsvollen Schluss, ganz am Ende ist das System Familie noch nicht. Die Mitte, so heißt der Hauptschauplatz dieser Oper, bleibt der Ort, von dem aus zwar alle in verschiedene Richtungen ziehen, wohin sie doch auch wieder zurückkommen.
Die Musik nimmt die Vielfalt der Figuren auf, Komponist Akos Banlaky hat eine sinnliche und dichte komische Oper geschrieben. Der kleine Moritz präsentiert seine Weltverbesserungs-Vorschläge in schnellen Koloraturen, Prinz, Held und die Füchsin durchqueren mit Walking Bass den Wilden Westen. Zwischen Hohem Norden, Weiter Ferne und Fernem Osten folgen Echoterzette, Wiegenlieder, Couplets, Cavatinen, Kampf-Fugen auf Rachearien mit Trompetengeschmetter.

## Szenenfolge
Erster Akt

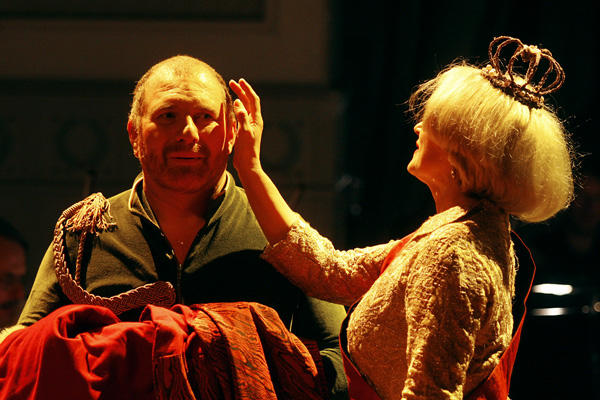
Uraufführung, sirene Operntheater 2008

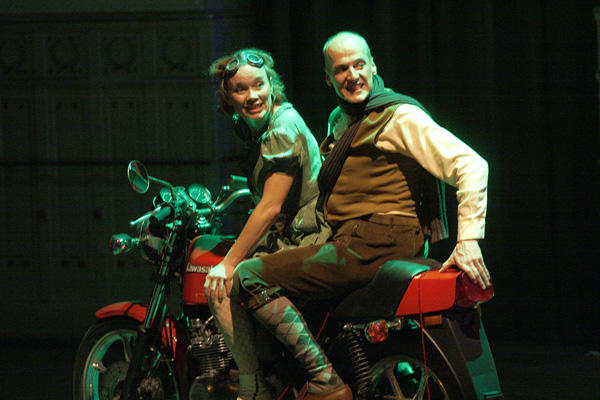
Uraufführung, sirene Operntheater 2008

- 1. Vorspiel, Szene. Der Prinz bei seines Vaters Thron
- 2. Arie, Rezitativ. Salon der Königin, in dem die Zeit fast stillsteht
- 3. Szene. Steppe von Colorado. Prinz, Held und Füchsin
- 4. Szene, Rezitativ. Salon der Königin, die heftig im Kaffee rührt
- 5. Szene. Wüste von Nevada. Prinz, Held und Füchsin
- 6. Szene. Die Stimmung des Königs ist düster
- 7. Szene, Song. Tankstelle in Arizona. Die Füchsin ist verletzt (Colorado)
- 8. Szene, Monolog. Der König grübelt. Auch die Königin grübelt
- 9. Rezitativ, Arioso. Der Held berichtet dem Prinzen
- 10. Szene. Die Königin wird unternehmungslustig
- 11. Duett. Prinz und Füchsin auf der anderen Seite des Globus in ihren Betten
- 12. Szene, Rezitativ. Thronsaal
- 13. Szene, Rumba. Der Held hat die ganze Nacht gewacht (Die Liebesnacht)
- 14. Szene, Terzett. Besuch der Königin
- 15. Duett, Terzett. Kapitäne der Lust
- 16a. Rezitativ, Arietta. Das Personal ahnt den Untergang der Monarchie
- 16b. Rondeau, Szene. Aussterbendes Geschlecht, die Könige
- 17. Szene, Song, Rezitativ. Grenze zu Mexiko (Arizona)
- 18. Szene. Salon der Königin
- 19. Szene. Abschied in Acapulco
- 20. Szene. König von Manila
- 21. Wiegenlied. Im Hohen Norden singt die Füchsin ihrem Kind ein Schlaflied
- 22. Nachspiel. Stimme des ungeborenen Kindes

Zweiter Akt
- 1. Vorspiel. Der Sohn wacht auf und beendet das Märchen
- 2. Szene und Rap. Moritz’ Ankunft in der Mitte
- 3. Szene. Beschleunigte Zeit im Salon der Königin
- 4. Cabaletta. Es war alles umsonst / Ich folge dem roten Faden
- 5. Szene. Es läutet im Osten und im Westen
- 6. Rezitativ und Szene. Die Rosenkriege
- 7. Szene. Revolution im Thronsaal
- 8. Rezitativ, Szene. Die Füchsin trifft ein
- 9. Duett. Prinz und Füchsin (Schattenfechterin war ich)
- 10. Septett, Strophen. Im Thronsaal (Der König weint)
- 11. Finale. Bridge – Das Idyll
- 12. Stretta. Mach, was du willst

## Werkgeschichte
Der Uraufführung fand am 25. Oktober 2008 im Jugendstiltheater am Steinhof in Wien als Produktion des sirene Operntheaters statt. Es folgten weitere fünf Vorstellungen in der Uraufführungsreihe.
Sängerinnen und Sänger
- Nina Maria Plangg (Füchsin)
- Alexander Mayr (Prinz)
- Dieter Kschwendt-Michel (Held)
- Rupert Bergmann (König)
- Ingrid Habermann (Königin)
- Ulla Pilz (Fräulein)
- Johann Leutgeb (Lakai)
- Romana Amerling (Moritz)

Leading Team
- Stephan Bruckmeier (Regie)
- Rossen Gergov (musikalische Leitung)
- Andrea Költringer (Bühne und Kostüm)
- Brigitte Wigelbeyer (Maske)
- Martin Knaupp (Licht und Ton)
- Jury Everhartz (Produktion)